# Linda Lindorff
Linda Susanna Isaksson Lindorff, född Isaksson den 9 februari 1972 i Vilhelmina i södra Lappland (Västerbottens län), är en svensk programledare, reporter och tidigare väderpresentatör på TV.

## Biografi
Lindorff utsågs till Fröken Sverige 1990.
Hon var reporter och väderpresentatör för TV3 1999–2001. Senare blev hon programledare på TV4 för När & fjärran, Djur i fara (2007), Robinson 2009 och Farmen (2003–2004, 2013–2014). Hon ledde även Robinson – Love Edition, som visades under 2015.
Lindorff leder sedan starten 2006 och alltjämt (2024) Bonde söker fru på TV4. Hon fungerade som programledare för Wild Kids mellan 2020 och 2023.
Hon deltog och slutade på fjärde plats i dansprogrammet Let's Dance 2016 som sändes på TV4.

## Privatliv och namn
2009 gifte hon sig med Jacob Lindorff. De har tre barn tillsammans, det senaste fött 2013.
Linda Lindorffs flicknamn var Isaksson. Däremot stavade bland andra TV4 (hennes arbetsgivare) namnet Isacsson. Själv använde hon samma stavning i sin tidigare blogg.[källa behövs]